# Supernova (альбом Alice Nine)
Supernova («Сверхновая звезда») — шестой студийный альбом японской группы Alice Nine, выпущенный 19 марта, 2014 года.

## Об альбоме
Supernova вышел в двух изданиях: ограниченное издание включает в себя DVD с клипом на песню - "SEVEN", которая имеет 7 версий. Обычное издание имеет только CD с 12-ю песнями.
Альбому предшествовали 4 песни: 20 марта 2013 года вышла песня Daybreak, 17 апреля 2013 года вышла вторая песня SHADOWPLAY, 29 мая 2013 года вышла третья песня Shooting Star и незадолго до выхода альбома 26 февраля 2014 года вышла последняя четвёртая песня SHINING.
За неделю до выхода альбома 12 марта 2014 года, для скачивания из интернета стали доступны 2 песни из альбома: Kaisen Zen'ya (開戦前夜) и Exist.
После выхода альбома, группа отправилась в концертный тур по Японии. Также в рамках азиатского тура группа выступила в Пекине, Шанхае, Тайбее, Сингапуре, Гонконге и Сеуле.

## Список композиций
Обычное издание
Все тексты написаны Сё.
| №   | Название                                                           | Автор(ы) | Длительность |
| --- | ------------------------------------------------------------------ | -------- | ------------ |
| 1.  | «SHINING (Сияние)»                                                 | Сага     | 3:39         |
| 2.  | «＋－»                                                             | Сага     | 3:34         |
| 3.  | «SEVEN (Семь)»                                                     | Сага     | 3:24         |
| 4.  | «メビウス (Мебиус)»                                                | Сё       | 3:50         |
| 5.  | «Daybreak (Рассвет)»                                               | Тора     | 3:54         |
| 6.  | «Shooting Star (Падающая звезда)»                                  | Сага     | 4:35         |
| 7.  | «Exist (Существовать)»                                             | Сё       | 3:25         |
| 8.  | «1 Minute Kidding (1 Минута до Шуток)»                             | Тора     | 0:59         |
| 9.  | «KID (ШУТКА)»                                                      | Тора     | 3:18         |
| 10. | «SHADOWPLAY (Supernova Edition) (Театр теней (Супернова Издание))» | Сё       | 4:41         |
| 11. | «開戦前夜 (Канун войны)»                                           | Сага     | 4:02         |
| 12. | «Prelude -resolution- (Вступление -решительность-)»                | Сё       | 2:27         |

| №  | Название         | Длительность |
| -- | ---------------- | ------------ |
| 1. | «SEVEN 7 клипов» |              |

## Песни
- Daybreak

Выпущен: 17 Апреля, 2013
Место в чарте: #10
Продажи в первую неделю: 9 437 копий
Общее количество продаж: 10 888 копий
- ''SHADOWPLAY''

Выпущен:  17 Апреля, 2013
Место в чарте: #11
Продажи в первую неделю: 7 278 копий
Общее количество продаж: 8 063 копий
- Shooting Star

Выпущен: 29 Мая, 2013
Место в чарте: #14
Продажи в первую неделю: 8 491 копий
Общее количество продаж: 9 858 копий
- SHINING

Выпущен:  26 Февраля, 2014
Место в чарте: #15
Продажи в первую неделю: 7 319 копий
Общее количество продаж: 7 616 копий

## Позиция в чартах и продажи
Альбом занял 39 место в чарте Oricon, продержавшись в нём 2 недели. Продажи альбома за первую неделю составили 3 282 копии, общее количество продаж составило 3 871 копий. Этот альбом стал провальным в сравнении с двумя предыдущими альбомами группы, как коммерчески так и по позиции в чарте.